# Etroga efetovi
Etroga efetovi là một loài ruồi trong họ Tachinidae.